# 95980 Haroldhill
95980 Haroldhill este o planetă minoră (asteroid), cu un diametru de 2,779 km, din centura de asteroizi. A fost descoperită pe 14 iunie 2004 la Catalina Station⁠(d) de Catalina Sky Survey. 
Obiectul prezintă o orbită caracterizată de o semiaxă mare de 2,775601850438 UAi, o excentricitate de 0,22, o înclinație de 14,5 ° în raport cu ecliptica.